# Катастрофа MD-83 в Лагосе
Катастрофа MD-83 в Лагосе — крупная авиационная катастрофа, произошедшая 3 июня 2012 года. Авиалайнер McDonnell Douglas MD-83 авиакомпании Dana Air выполнял внутренний рейс 9J0992 по маршруту Абуджа—Лагос, но при заходе на посадку рухнул на жилой район. В катастрофе погибли 159 человек — все находившиеся на борту самолёта 153 человека (147 пассажиров и 6 членов экипажа) и 6 человек на земле.

## Самолёт
McDonnell Douglas MD-83 (регистрационный номер 5N-RAM, заводской 53019, серийный 1783) был выпущен в ноябре 1990 года. 13 ноября того же года был передан авиакомпании Alaska Airlines (борт N944AS). 30 января 2009 года был куплен авиакомпанией Dana Air, в которой получил б/н 5N-RAM. Оснащён двумя турбореактивными двигателями Pratt & Whitney JT8D-219. На день катастрофы совершил 35 219 циклов «взлёт-посадка» и налетал 60 846 часов.

## Экипаж и пассажиры
Самолётом управлял опытный экипаж, его состав был таким:
- Командир воздушного судна (КВС) — 55-летний Питер Вакстан (англ. Peter Waxtan), американец. Очень опытный пилот, управлял самолётами Fokker F28, Saab 340, Airbus A320 и McDonnell Douglas DC-9. Налетал 18 116 часов, 7466 из них на McDonnell Douglas MD-83.
- Второй пилот — 34-летний Махендра С. Раторе (англ. Mahendra S. Rathore), индиец. Опытный пилот, управлял самолётом McDonnell Douglas DC-9. Налетал 1143 часа, 808 из них на McDonnell Douglas MD-83.

В салоне самолёта работали три стюардессы:
- Вивьен Атаригакак (англ. Vivienne Atarigakak),
- Уче Уласи (англ. Uche Ulasi),
- Эйк Годвин (англ. Eke Godwin).

Также в составе экипажа был наземный авиамеханик Бидьо (англ. Bidyo), индонезиец.
| Гражданство | Пассажиры | Экипаж | Всего |
| ----------- | --------- | ------ | ----- |
| Нигерия     | 134       | 3      | 137   |
| Китай       | 6         | 0      | 6     |
| США         | 2         | 1      | 3     |
| Индия       | 1         | 1      | 2     |
| Бенин       | 1         | 0      | 1     |
| Канада      | 1         | 0      | 1     |
| Франция     | 1         | 0      | 1     |
| Германия    | 1         | 0      | 1     |
| Индонезия   | 0         | 1      | 1     |
| Ливан       | 1         | 0      | 1     |
| Всего       | 147       | 6      | 153   |

## Катастрофа
На расстоянии 20 километров к северу от аэропорта Лагоса экипаж сообщил об отказе обоих двигателей. В 15:45 по местному времени самолёт рухнул на густонаселённый жилой квартал Иджу Ишага в 9,3 километрах от аэропорта и полностью разрушился и загорелся. В результате падения самолёта были разрушены два жилых дома, церковь и типография.
Глава Национального управления гражданской авиации Гарольд Демюрен сообщил, что выживших на борту самолёта нет. Среди погибших было несколько высокопоставленных лиц, в том числе два генерала, несколько членов правления и сотрудников Центробанка Нигерии. В одном из домов, на который рухнул самолёт, проживало не менее 40 человек.
После катастрофы в район падения самолёта бросились мародёры. Были разграблены не только пострадавшие здания и багаж пассажиров разбившегося самолёта, но и уцелевшие дома местных жителей. В результате паники к месту трагедии долгое время не могли пробиться машины пожарной охраны и кареты скорой помощи. В итоге в район катастрофы были стянуты усиленные подразделения полиции, которые под утро понедельника с помощью дубинок восстановили порядок и оцепили место падения лайнера.

## Реакция
Президент Нигерии Гудлак Джонатан объявил в стране трёхдневный национальный траур в связи с трагедией.
Соболезнования выразили Президент Азербайджана Ильхам Алиев, Президент России Владимир Путин и Министр иностранных дел Эстонии Урмас Паэт.

## Расследование
Расследование причин авиакатастрофы ведётся Бюро по расследованию происшествий Нигерии. Туда были переданы найденные на месте происшествия бортовые самописцы. В соответствии с международными конвенциями, к расследованию привлечены представители страны-создателя самолёта — американского Национального совета по безопасности на транспорте (NTSB).